# 艾爾、卡里克和卡姆諾克 (英國國會選區)
艾爾、卡里克和卡姆諾克（英語：Ayr, Carrick and Cumnock），英國國會一郡選區，位於蘇格蘭。選區範圍包括東艾爾郡和南艾爾郡一部。選區創設於2005年。
本選創設以來當區議員為工黨籍的珊德拉·奧斯本。2010年大選中她以47.1%選票當選連任。直至2015年、2017年和2019年先後由蘇格蘭民族黨、保守黨再回到蘇格蘭民族黨人勝出。